# Тельковский, Всеволод Григорьевич
Всеволод Григорьевич Тельковский (21 июля 1921, Кострома — 20 июля 2003) — российский учёный, доктор физико-математических наук, профессор, лауреат Государственной премии СССР.

## Биография
Родился 24 июля 1921 г. в Костроме.
Окончил Московский инженерно-физический институт (1947) по специальности инженер-физик.
В 1947—1967 гг. работал в ИАЭ АН СССР: младший, старший научный сотрудник.
С 1961 г. в МИФИ: профессор, основатель и первый зав. кафедрой физики плазмы (1961—1991), затем профессор кафедры.
Семья: жена, двое детей.

## Научная деятельность
Научные интересы: термоядерный синтез, плазменная технология, физическая электроника.
Соавтор (в составе коллектива: Машкова Е. С., Молчанов В. А., Чичеров В. М., Тельковский В. Г., Одинцов Д. Д.) научного открытия:
- Установлено неизвестное ранее явление анизотропии ионно-электронной эмиссии монокристаллов, заключающееся в уменьшении числа эмиттированных электронов при направлении падения ионов вдоль кристаллических осей мишени.

Диплом на открытие № 126 от 27 марта 1973 г. с приоритетом 13 октября 1960 года.

## Награды и звания
- Государственная премия СССР (1970) — за исследование неустойчивости высокотемпературной плазмы в магнитном поле и создание метода её стабилизации «магнитной ямой».
- Заслуженный деятель науки Российской Федерации (23.09.1996).